# Атмосферна акустика
 Атмосфе́рна аку́стика вивчає особливості поширення і чутності звуків в атмосфері. Довкола джерела звуку виникає замкнута хвиля, яка поширюється на всі боки. Окрема звукова хвиля є стиснення і наступні поширення повітря, що виникають внаслідок коливання молекул газу вздовж шляху поширення хвилі.